# Anton Detoma

Anton Detoma sen.

Anton Detoma (* um 1820 in Rima San Giuseppe; † 25. Oktober 1895 in Varallo (Piemont)) war ein bedeutender Kunstmarmorierer und Stuckateur Ende des 19. Jahrhunderts. Er war hauptsächlich in Bayern, Berlin und schließlich in Wien tätig. Er war der Gründer eines kunstindustriellen Etablissements und wurde für seine Verdienste zum k.u.k. Hof-Kunstmarmorierer und Stuckateur ernannt.

## Biographie
Der aus Italien stammende Commendatore Anton Detoma verbrachte seine Lehrjahre in München in der Epoche des Wiederaufblühens der Künste und Wissenschaften und unter dem kunstsinnigen König Ludwig I. Die Gebrüder Viotti, welche sich besonders in Stuckarbeiten hervortaten, unterwiesen den jungen Detoma mit Erfolg auf diesem Gebiete, und bald übertraf er an Geschicklichkeit und Geschmack die meisten seiner Kollegen. König Oskar I. von Schweden berief um jene Zeit hervorragende Meister und geschickte Jünger an seinen Hof zur Ausführung mehrere Bauten. Auch Detoma erhielt im Jahre 1844 den Ruf nach Stockholm. Dieses Jahr ist somit als Beginn der selbständigen Wirksamkeit Anton Detomas zu betrachten und ist auch das Gründungsjahr der Firma. Die Arbeiten im königlichen Stockholmer Schloss beschäftigten ihn längere Zeit, und erst nach zehn Jahren verließ er Schweden, um einem Ruf nach Schwerin Folge zu leisten.
Nach Beendigung der Schweriner Arbeiten ehrte ihn seine Berufung nach Berlin seitens des Leiters der Arbeiten am Kronprinzenpalais, Geheimrat Strack. Mit neuem Eifer widmete er sich diesen Aufgaben und löste dieselbe ebenso vollkommen wie die früheren in Schwerin. Daran reihten sich Arbeiten im königlichen Museum, im Heeresmuseum, in der Börse, in der königlichen Residenz und im Reichskanzlerpalais in Berlin. Bald wurde man auch in Wien auf Detoma aufmerksam und berief ihn zum Bau des Palais Rivoltella nach Triest.
Nun trat ein bedeutender Wendepunkt in seinem Leben ein. Der Erbauer der Votivkirche, Heinrich von Ferstel, übertrug ihm vertrauensvoll mehrere hervorragende Arbeiten, wie zum Beispiel jene in Kunstmarmor im ehemaligen Börsensaal, dem späteren Militärkasino, im Palais Ferstel. Im April 1856 beschloss Detoma, sich dauerhaft in Wien niederzulassen.
Detoma wurde einer der führenden Kunstmarmorierer und Stuckateure in Österreich-Ungarn. Bedeutende Werke während seiner 36-jährigen Wiener Tätigkeit waren das Reichsratsgebäude, das neue Wiener Rathaus, das Hauptgebäude der Universität Wien, bei welchen die zahlreichen Marmor- und Gipsstuckarbeiten Detoma übertragen wurde. Eine Aufgabe bot ihm der Justizpalast unter dem Architekten Wielemann. Hier wurde ihm die Ausschmückung der hervorragendsten Räume, zum Beispiel Zentralhalle, Büros, Foyer, zugewiesen. Auch der Sitzungssaal des niederösterreichischen Gewerbevereins ist von ihm ausgeschmückt worden.

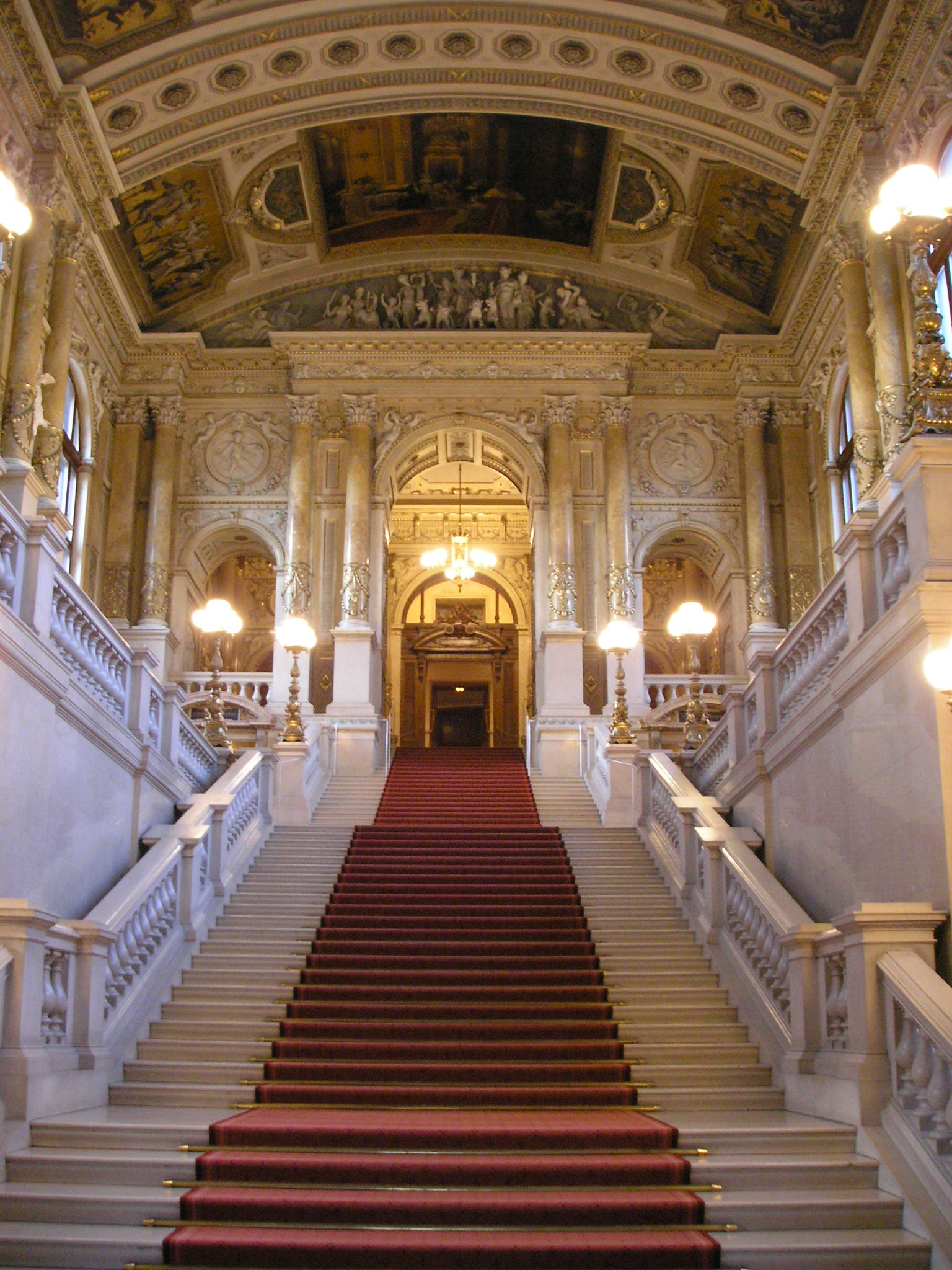
Kaiserstiege im Wiener Burgtheater, die Marmorarbeiten sind von Anton Detoma

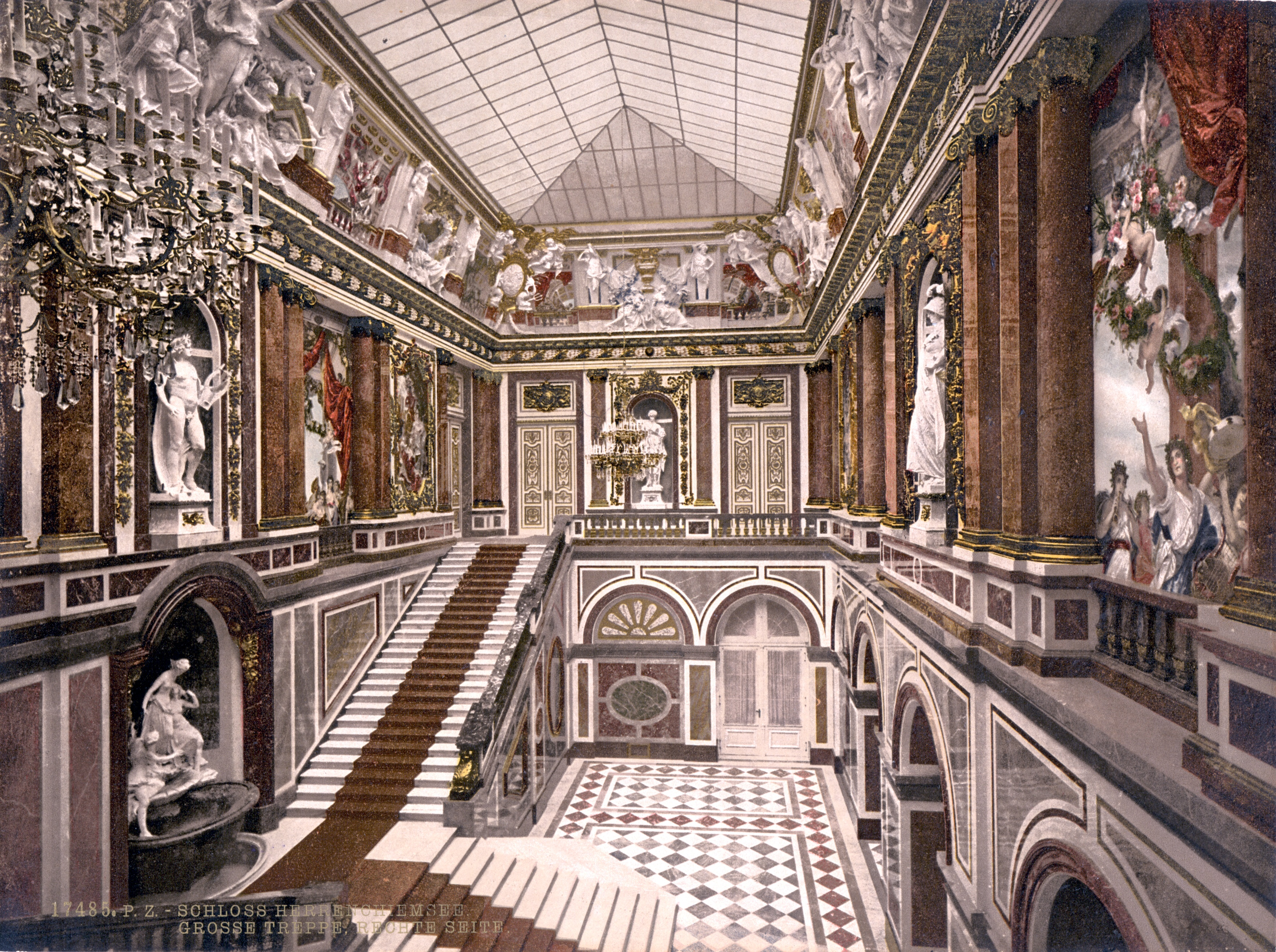
Die Große Treppe im Schloss Herrenchiemsee wurde von Anton Detoma ausgestattet

Weiters seien von den Leistungen Detomas noch die einschlägigen Arbeiten in den Wiener Hoftheatern, den beiden Hofmuseen, an der Wiener Börse, der Akademie der bildenden Künste, dem österreichischen Museum für Kunst und Industrie hervorgehoben. Vonseiten des kaiserlichen Hofes wurde Detoma ebenfalls mit vielen Aufträgen ausgezeichnet. So war er in der Wiener Hofburg und im Lainzer Schloss beschäftigt. Erzherzog Karl betraute ihn mit der Dekoration des Festsaales seines Palais, Erzherzog Ludwig Viktor übertrug ihm die Ausschmückung sämtlicher Prunkgemächer in seinem Palais am Schwarzenbergplatz und im Schloss Kleßheim in Salzburg. Erzherzog Wilhelm nahm Detonas Dienste für sein Palais am Parkring in Anspruch. Detoma arbeitete ferner im Auftrag des Herzogs Adolf von Nassau in dem neuen Herzogsschloss in der Reisnerstraße. Auch Fürst Johann von und zu Liechtenstein zog ihn sehr häufig bei Neubauten und Restaurierungen heran. Zu Detomas Arbeiten in anderen Ländern und den Provinzen Österreichs zählen die Domkirche in Raab, das königlich ungarische Nationalmuseum in Budapest, die Aula im dortigen Zentralseminar, das Stadttheater in Brünn, die erzbischöfliche Residenz und Basilika in Gran, das Administrationsgebäude des österreichisch-ungarischen Lloyd in Triest, das Schloss Pálffy in Bagmosz, das Haus der Bauwirtschaft in der Wiener Schaumburgergasse 20 usw.
Leistungen vollbrachte Detoma auch in den bayerischen Königsschlössern. Als König Ludwig II. im Jahre 1878 mit dem Baue seines Schlosses Herrenchiemsee begann, wollte er zuerst die innere Dekoration in Naturmarmor ausführen lassen. Als ihn jedoch Erzherzog Ludwig Viktor auf Detoma und dessen Leistungen aufmerksam machte, berief er den Meister, dem es auch gelang, durch seine Kunststeinarbeiten einen viel größeren Effekt zu erzielen als es die Verwendung von natürlichen Marmor gestattet hätte. Auch im Schloss Hohenschwangau sind Arbeiten von Detoma.
Detoma war aber nicht nur ein Künstler, seine Bedeutung reicht weiter als derjenige, der die Stuck-, Marmor- und Stuccolucidotechnik ausgebildet und auf ihrer damaligen Höhe gebracht hatte. Auch als Lehrer und Anreger wirkte er. Zahlreiche Schüler verdankten ihm die Einführung in diese Techniken. Einzelne von ihnen standen seit 30–40 Jahren im Dienste seiner Firma, andere verpflanzten die Lehren ihres Meisters nach vielen Ländern Europas, so nach Deutschland, Schweden, Rumänien.
Detomas Leistungen wurden vielfach auch mit Anerkennungen bedacht. Für seine hervorragende Beteiligung an fast allen Monumentalbauten Wiens, Budapests und Berlins wurde er mit hohen Auszeichnungen gewürdigt und zum k.u.k. Hoflieferanten ernannt. Auch auswärtige Souveräne und viele Korporationen hatten ihn mit Orden und Ehrenzeichen geehrt.
Detoma starb 1895. Sein Sohn Anton Detoma jun. führte das vom Vater begründete Etablissement A. Detoma im Sinne der alten Tradition weiter. Er pflegt alle Zweige des Betriebes, die Arbeiten in Stuck- und Zementmarmor, Stuccolucido, Kunststein usw., und war ebenfalls sehr erfolgreich. Unter seiner Leistung wurden weitere Arbeiten in der Neuen Burg zu Wien und Budapest, die Basilika und die königliche Kurie in Budapest, Heinrich Mattonis Quellentempel in Gießhübl, die Synagoge in Prag und viele andere Objekte.